# Mitino
Mitino (Russisch: Митино) is een station aan de Arbatsko-Pokrovskaja-lijn van de Moskouse metro. Het station dankt zijn naam aan het dorp dat hier vroeger lag.
Het dorp Mitino lag aan de noord-westkant van Moskou aan de buitenzijde van de MKAD die lange tijd de stadsgrens vormde. In 1985 werd Mitino ten behoeve van woningbouw geannexeerd door de stad Moskou en een aansluiting op de metro voor deze nieuwe wijk werd dan ook gepland. Hiervoor zou vanaf het destijds nog geplande station Strogino een tracé met vier stations worden gebouwd. In het metroplan uit de jaren 70 was Strogino als eindpunt van de zijlijn van lijn 7 voorzien. De plannen werden na de annexatie echter herzien en een doortrekking van lijn 8, ongeveer volgens de route uit het metroplan van 1932, werd weer uit de kast gehaald. De doortrekking van lijn 8 naar het noordwesten kwam er niet en in plaats daarvan werd lijn 4 naar Strogino doorgetrokken. In 2008 werd het westelijke deel van lijn 4 overgeheveld naar lijn 3 en ook het tracé naar Mitino is als onderdeel van lijn 3 gebouwd.  